# Brief Candle in the Dark: My Life in Science
Brief Candle in the Dark: My Life in Science est le deuxième volume de l'autobiographie du biologiste anglais Richard Dawkins, publié en septembre 2015. Il fait suite au premier volume, An Appetite for Wonder: The Making of a Scientist, qui racontait la vie du scientifique depuis l'enfance jusqu'à l'écriture du Gène égoïste en 1976. Richard Dawkins continue son autobiographie jusqu'au présent, explique ses inspirations, idées, et rencontres. Il mentionne certains de ses « héros », tels que Charles Darwin, Peter Medawar, Nikolaas Tinbergen, Bill Hamilton, John Maynard Smith, Douglas Adams, Carl Sagan et David Attenborough.

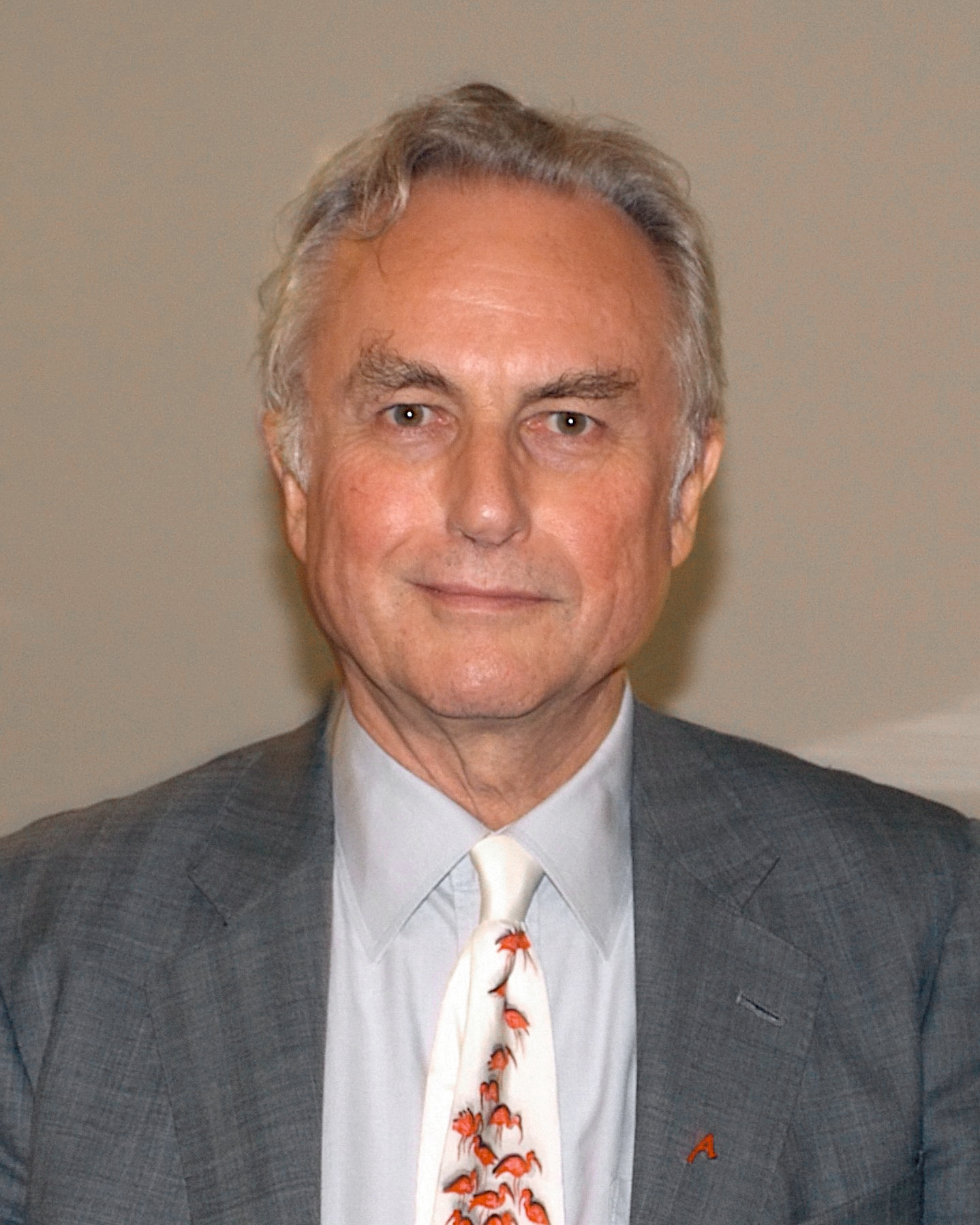
Richard Dawkins

Il développe des sujets comme son travail scientifique, voyages et conférences, sa conférence à la Royal Institution Christmas Lecture (Growing Up in the Universe en 1991), son travail pour la vulgarisation des sciences a l'université d'Oxford, ses documentaires ainsi que sa vie personnelle.